# 糸川照雄
糸川 照雄（いとかわ てるお、1940年10月20日 – 2000年10月4日）は、日本の砲丸投選手。
1964年東京オリンピックに出場した。
1962年アジア競技大会（インドネシア・ジャカルタ）に出場し、砲丸投で金メダルを獲得した。

## 参照資料
1. ↑  “糸川照雄”.  Sports Reference LLC. 2020年4月17日時点のオリジナルよりアーカイブ。2012年5月19日閲覧。
2. ↑  “Asian Games”.   gbrathletics. 2024年2月24日閲覧。